# Jean LeClerc
Jean LeClerc (Montreal (Canada), 7 juli 1948) is een Canadees/Amerikaans acteur.

## Biografie
LeClerc begon in 1956 met acteren met de Franstalige televisieserie Les Belles histoires des pays d'en haut. Hierna heeft hij nog meerdere rollen gespeeld in televisieseries en films zoals The Doctors (1982), As the World Turns (1983), The Edge of Night (1983), One Life to Live (1985), Loving (1992-1995), All My Children (1985-1992), All Souls (2001). In 2005 heeft hij voor het laatst gespeeld, wat hij hierna gedaan heeft is niet bekend.
LeClerc heeft ook eenmaal opgetreden op Broadway, van 1997 tot en met 1980 was hij understudy voor de rol van graaf Dracula in het toneelstuk Dracula.
LeClerc is geboren in Canada maar verhuisde in 1982 naar Amerika om zich te richten op het acteren in Amerikaanse producties.

## Filmografie

### Films
Uitgezonderd korte films.
- 2005 Idole instantanée – als Victor Victor
- 1999 The Patty Duke Show: Still Rockin' in Brooklyn Heights – als Hank Elway
- 1999 Time at the Top – als Cyrus Sweeney
- 1996 L'homme ideal – als Gilbert
- 1995 Deadly Love – als ??
- 1993 Blown Away – als Cy
- 1990 Whispers – als Bruno
- 1987 Shades of Love: The Garnet Princess – als prins Alexander / Jonathan Tanner
- 1984 The Jerk, Too – als graaf Marco
- 1983 The Wars – als kapitein Taffler
- 1980 A Time for Miracles – als pastoor Brute
- 1977 The Uncanny – als Bruce Barrington
- 1973 Una Magnum Special per Tony Saitta – als Robert Tracer
- 1971 Qui perd gagne – als Christian Lajoie
- 1972 Quelgues arpents de neige – als ??
- 1971 Tiens-toi bien après les Oreilles à Papa – als ??

### Televisieseries
Uitgezonderd eenmalige gastrollen.
- 2001 All Souls – als dr. Dante Ambrosius – 5 afl.
- 2000 Canada: A People's History – als Miles MacDonnell - ? afl.
- 2000 Haute surveillance – als monsieur D2 - ? afl.
- 1991 – 1995 Loving – als Gilbert Hunter - 416 afl.
- 1993 Ent'Cadieux – als Jean-Pierre Chassé - ? afl.
- 1985 – 1992 All My Children – als Jeremy Hunter – 237 afl.
- 1985 One Life to Live – als Peter Russo - ? afl.
- 1983 The Edge of Night – als Gui Tavenier - 10 afl.
- 1982 The Doctors – als dr. Jean Marc Gautier - 3 afl.
- 1970 Mont-Joye – als Raymond Beaulieu - ? afl.

- International Standard Name Identifier: 0000 0003 9518 9661
- Library of Congress Control Number: n79112210
- Nederlandse Thesaurus van Auteursnamen: 238480372
- Virtual International Authority File: 263103992
- WorldCat: E39PBJfh4H8hDfT374dpkFMkjC